# Plomb

Plomb este o comună în departamentul Manche, Franța. În 2013 avea o populație de 394 de locuitori.